# Nonyma strandiella
Nonyma strandiella là một loài bọ cánh cứng trong họ Cerambycidae.